# 王文煜
王文煜，山东掖县人，是一名清朝政治人物。
王文煜曾于1713年接替周薇任崇明县知县一职，1716年由史宏坦接任。